# Institut franco-chinois de Lyon
L’Institut franco-chinois de Lyon (abrégé IFCL, chinois traditionnel : 里昂中法大學 ; pinyin : Lǐ'áng zhōng fǎ dàxué) est une ancienne université chinoise située à Lyon en France et réservée aux étudiants chinois. Elle est fondée en septembre 1921 grâce au concours d'intellectuels et d'hommes politiques en France et en Chine. Seule université chinoise hors de Chine, l'institut cesse ses activités en 1950, avec une dernière inscription en 1946.
Sa base légale était l'Association universitaire franco-chinoise (中法大學協會).

## Mission
L'institut a alors pour fonction principale de préparer ses étudiants aux études universitaires en France. Les personnalités à l'initiative du projet furent notamment Li Shizeng (李石曾), Wu Zhihui (吳稚晖) et Chu Minyi (zh) (褚民誼), des intellectuels chinois basés en France, fondateurs d'un groupe anarchiste, positiviste et cosmopolite, Cai Yuanpei (蔡元培), philosophe et recteur de l'université de Pékin, Maurice Courant, professeur de chinois à l'université de Lyon, Paul Joubin, recteur de l'académie de Lyon et Édouard Herriot, maire de Lyon.

## Implantation et contenu des études
C'est la seule université chinoise créée hors de Chine. Situé au sein du fort Saint-Irénée dans le 5e arrondissement de Lyon, l'Institut héberge, entre 1921 et 1950, 473 étudiants, dont 51 filles, originaires de différentes provinces chinoises (Guangdong, Hebei, Jiangxi, Henan, Hubei, Fujian, Shandong, etc).
Parmi ces étudiants, 140 réalisèrent une thèse de doctorat dans une université française, pour la plupart au sein des facultés de l'université de Lyon. Les disciplines choisies par ces étudiants couvrent l’ensemble du champ académique de l’époque : médecine, sciences naturelles, biologie, pharmacie, mathématiques, lettres, géographie, histoire, droit. Certains étudiants de l'IFCL sont devenus ensuite des scientifiques réputés, des universitaires de renom, des écrivains ou des artistes reconnus. 
Après leur passage à l'IFCL, la plupart de ces étudiants vivent dans ce qui devient la république populaire de Chine. Après la guerre civile entre nationalistes et communistes (1946-1949), certains se sont ensuite installés à Taiwan ou à Hong-Kong. Leurs trajectoires plurielles reflètent l'histoire chaotique de la Chine moderne et contemporaine.
L'institut cesse ses activités en 1950. Xi Jinping, président de la république populaire de Chine, visite l'institut lors de son voyage diplomatique en France le 26 mars 2014.
Sur l'implantation du fort St Irénée, essentiellement aloué au CROUS de lyon a été ouvert un petit musée sous l'égide du nouvel institut franco chinois.

## Anciens étudiants de l'Institut
Parmi les étudiants remarquables de l'IFCL, nous pouvons citer les personnalités suivantes : Zheng Dazhang 郑大章, doctorant de Marie Curie et pionnier des études sur le radium en Chine ; le zoologue Zhang Xi (zh) (张玺, précurseur de l'océanographie chinoise ; Yang Kun (zh) (楊堃, fondateur des études ethnologiques en Chine ; le célèbre poète et essayiste moderniste Dai Wangshu (戴望舒) ; Su Xuelin (蘇雪林), une des premières femmes écrivains dans l'histoire de la littérature moderne chinoise, professeur à l'université Chenggong de Tainan (Taiwan) ; la peintre Pan Yuliang 潘玉良 ; le mathématicien et ancien ministre de la Justice de la république de Chine (Taïwan), Zheng Yanfen 鄭嚴芬. Le peintre Chang Shuhong (zh) (常书鸿) qui a travaillé sur les grottes de Mogao et permis leur préservation, utile en dunhuangologie.
Une légende tenace accrédite l'idée que Zhou Enlai (周恩来), Deng Xiaoping (邓小平) et Chen Yi (陈毅), venus étudiés en France dans le cadre du mouvement Travail-Études, ont étudié, ou au moins séjourné, au sein de l'IFCL. Pourtant, aucune trace dans les archives administratives ne permet de valider cette assertion.

## Hommage
Une statue en bronze présente dix anciennes personnes de l'Institut à l'entrée de l'ancienne université.

## Archives
Déposé en 1977 à la Bibliothèque municipale de Lyon, le fonds de l'Institut franco-chinois de Lyon appartient depuis 1980 (date de la dissolution de l'Association universitaire franco-chinoise) à l’université Jean-Moulin-Lyon-III. Il se compose des archives administratives de l’Institut franco-chinois - témoignage de la vie sociale, culturelle et universitaire de ses 473 étudiants - et des 25 000 ouvrages et près de 500 titres de périodiques de sa bibliothèque. Cette dernière, constituée par et pour des étudiants chinois entre 1921 et 1950, représente une ressource documentaire unique pour les spécialistes de l’histoire culturelle de la Chine républicaine. Elle comporte aussi 131 thèses soutenues par les étudiants de l’Institut dans des disciplines aussi diverses que les mathématiques, l’astronomie, les lettres ou la géographie. 

### Articles
- Valentina de Monte, « L'Institut franco-chinois », dans Centre-Rhône. Lyon capitale des outre-mers. Immigration des Suds et culture coloniale, La Découverte, 2007, p. 74
- Florent Villard, « Lieu d'énonciation, différence culturelle et conscience nationale: La Chine comme objet d'étude dans les thèses des étudiants de l'Institut Franco-chinois de Lyon (1921-1946) », in Langues, Littératures et cultures franco-chinoises du XXIe siècle, Symposium International 2010, Presses de l'université Tamkang, Taipei, 2011, 29-51. (https://univ-lyon3.academia.edu/FlorentVillard)
- Florent Villard (dir.), « L'Institut franco-chinois de Lyon, une école de la modernité: arts, littérature, science », numéro spécial de Transtext(e)s-Transcultures: Journal of Gloabl Cultural Studies, 9, 2014.
- Daniel Bouchez, « Un défricheur méconnu des études Extrême-Orientales : Maurice Courant (1865-1935) », Journal Asiatique, 1983, 271, p. 43-150. ⟨halshs-00724923⟩

### Monographies
- ZHOU Zhe, Les hôtes du fort Saint-Irénée : les étudiants chinois de l'Institut franco-chinois de Lyon 1921-1950, thèse de doctorat, Paris, EHESS, 2021.
- Philippe Yann, L'Institut franco-chinois de Lyon : un exemple réussi de collaboration en éducation, mémoire de maîtrise, université Lumière-Lyon-II, Juin 1998.
- Nora Wang, Émigration et politique: les étudiants-ouvriers chinois en France 1919-1925, Paris, les Indes savantes, 2002.
- Gregory B. Lee, Dai Wangshu: The Life and Poetry of a Chinese Modernist, Hong Kong, Chinese University Press, 1989.
- Annick Pinet, Danielle Li, L'Institut franco-chinois de Lyon, Lyon, 2001 (bilingue français-chinois)